# 1918 في المجر
فيما يلي قوائم الأحداث التي وقعت خلال عام 1918 في المجر.

## سياسة

### تعيين في المنصب
- 31 أكتوبر – ميهالي كارولي رئيس وزراء المجر.

## مواليد

### أبريل
- 1 أبريل – جون كدار

### مايو
- 12 مايو – أوسكار بيريغي ممثل أمريكي.

## وفيات

### أكتوبر
- 31 أكتوبر – إشتفان تيسا (مواليد 1861) سياسي مجري.